# Spinus barbatus
Il lucherino dai mustacchi (Spinus barbatus (Molina, 1782)) è un uccello passeriforme della famiglia Fringillidae.

## Etimologia
Il nome scientifico della specie, barbatus, deriva dal latino e significa "barbuto", e così come il suo nome comune è un chiaro riferimento alla livrea dei maschi di questi uccelli.

## Descrizione

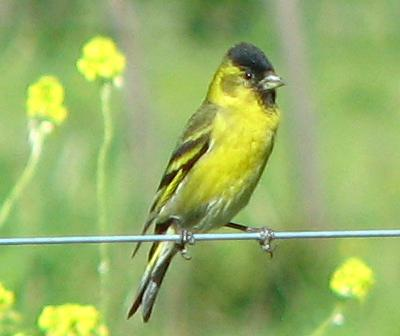
Maschio in Cile.

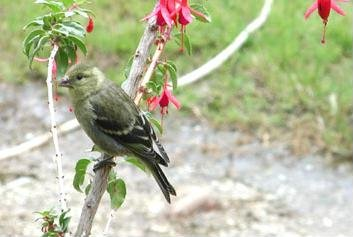
Femmina in Cile.

### Dimensioni
Misura 12–13 cm di lunghezza, per 13-20 g di peso.

### Aspetto
Si tratta di uccelletti dall'aspetto robusto, muniti di testa squadrata con penne del vertice erettili, becco conico e appuntito, ali appuntite anch'esse e coda dalla punta lievemente forcuta. Nel complesso, soprattutto i maschi ricordano molto il lucherino eurasiatico.
Il piumaggio presenta dimorfismo sessuale, sebbene non estremo come in alcune specie di lucherino nordamericano. I maschi prestentano testa, petto e codione di colore giallo, mentre nuca, dorso, guance e scapole sono di color verde oliva, sottocoda, ventre e fianchi sono di colore bianco-grigiastro e ali e coda sono invece nere, con ampi specchi bianchi e remiganti centrali gialle: l'area fra fronte ed occhi, la calotta fino al vertice ed un sottile pizzetto sotto il becco (che frutta alla specie il nome comune) sono di colore nero. Le femmine presentano lipocromo giallo molto ridotto e limitato alle ali, mentre le aree che nel maschio sono gialle si presentano di color bruno-grigiastro (con evidenti sfumature giallo-arancio su faccia, petto e codione) e quelle che nel maschio sono nere si presentano di colore bruno.

In ambedue i sessi, il becco è di colore grigio-nerastro, le zampe sono anch'esse di questo colore e gli occhi sono di colore bruno scuro.

## Biologia

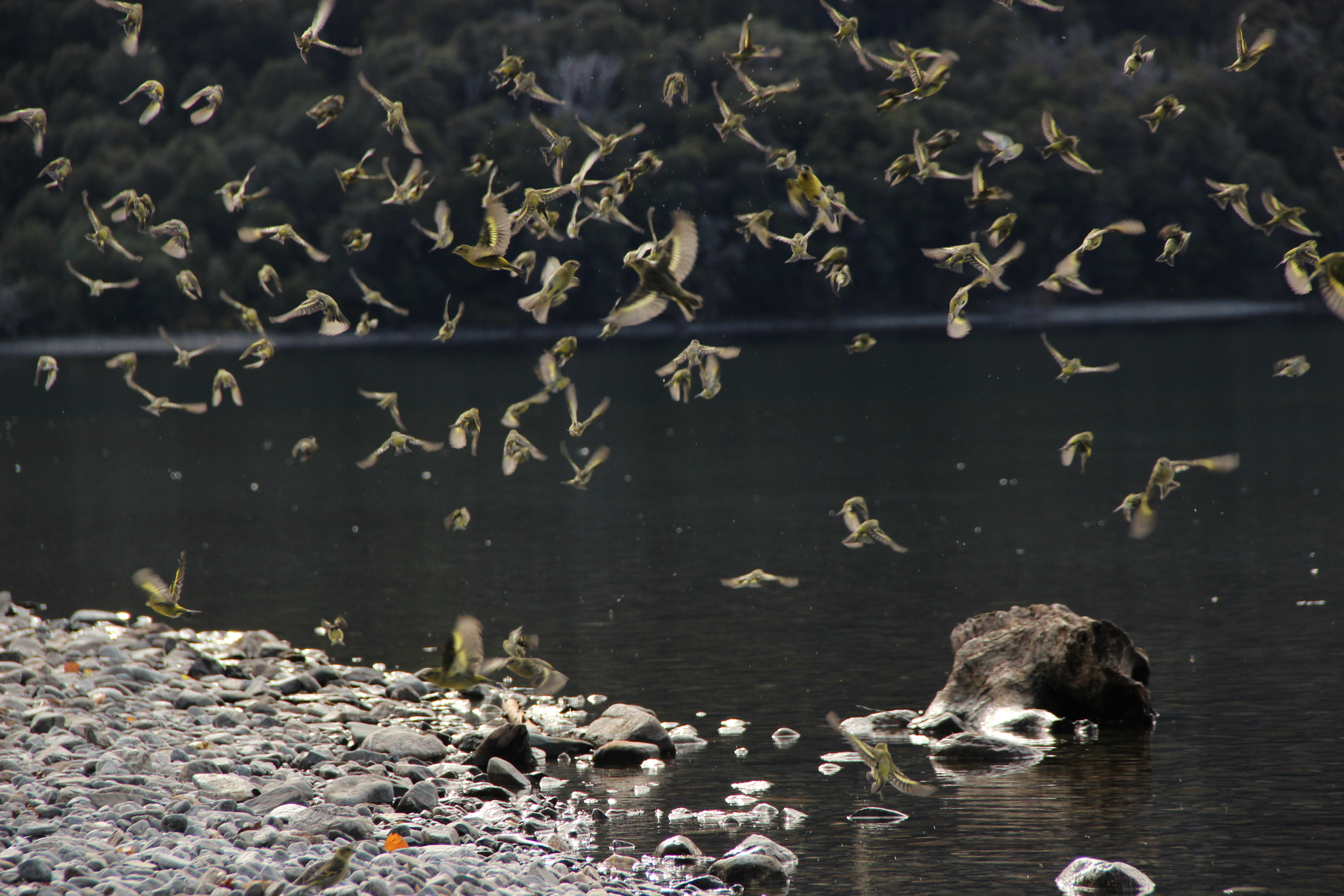
Stormo in volo a San Carlos de Bariloche.

Il lucherino dai mustacchi è un uccelletto visto e socievole, dalle abitudini diurne, che all'infuori del periodo riproduttivo si muove in stormi anche di dimensioni consistenti, passando la maggior parte della giornata alla ricerca di cibo (attività che può avvenire sia al suolo che fra i rami di cespugli ed alberi) e ritirandosi poi per la notte fra le fronde di un grosso albero.

### Alimentazione

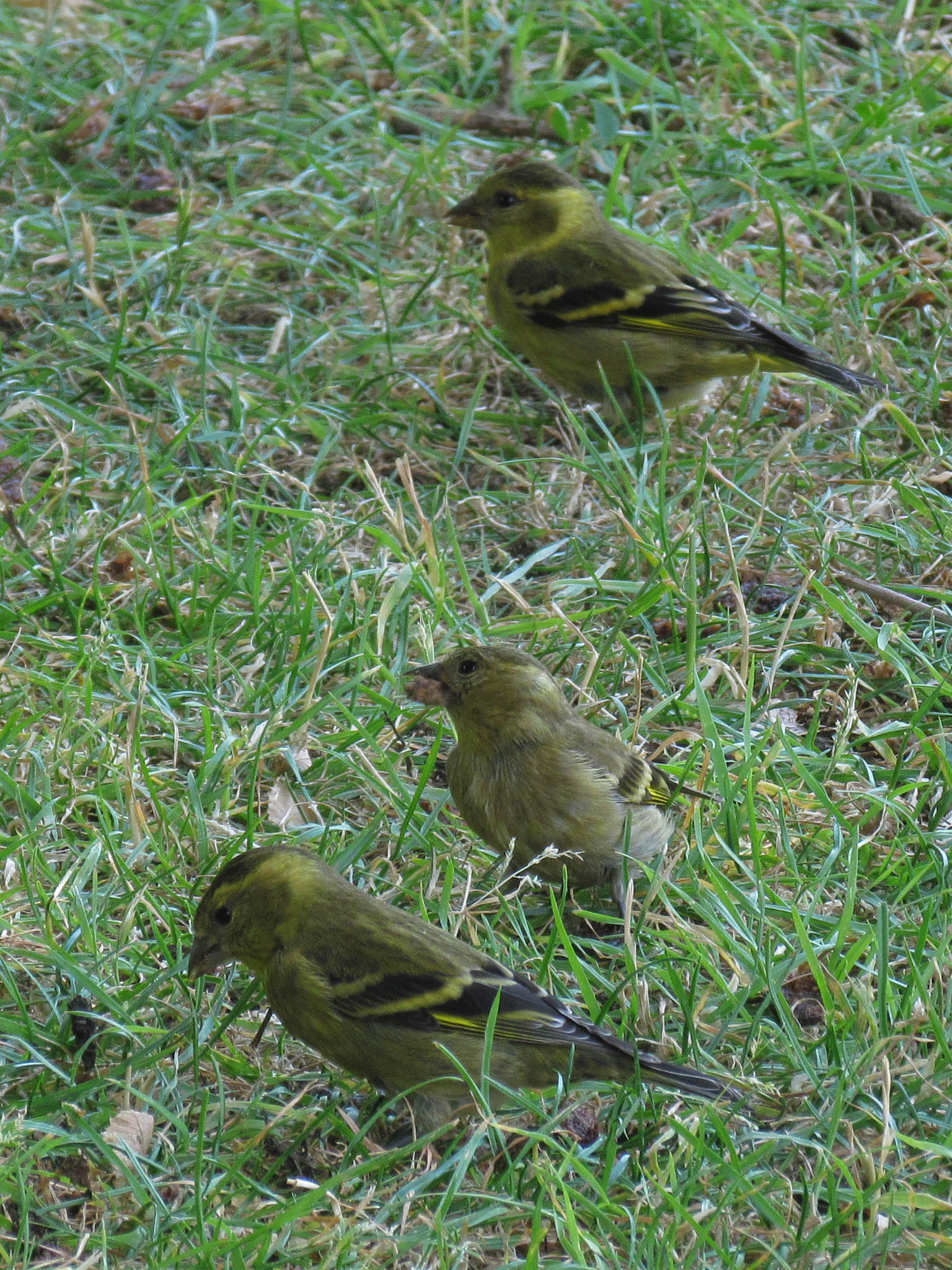
Un gruppo cerca il cibo al suolo in Cile.

La dieta del lucherino barbato è essenzialmente granivora, componendosi in massima parte di semi di piante erbacee (soprattutto graminacee, sedano argentino e tarassaco), ma comprendendo anche bacche, germogli, foglioline e piccoli frutti, così come (sebbene molto sporadicamente ed in particolar modo durante il periodo degli amori, quando il fabbisogno energetico risulta molto accresciuto) anche insetti ed altri piccoli invertebrati.

### Riproduzione
La stagione riproduttiva va dalla fine di luglio a febbraio, periodo durante il quale le coppie (si tratta di uccelli rigidamente monogami) possono portare avanti anche tre covate. Il maschio corteggia la femmina con voli di parata e cantando da posatoi in evidenza, per poi seguirla tenendo la coda spiegata e ben inarcata sopra il corpo, in maniera tale da mostrare il giallo del groppone.

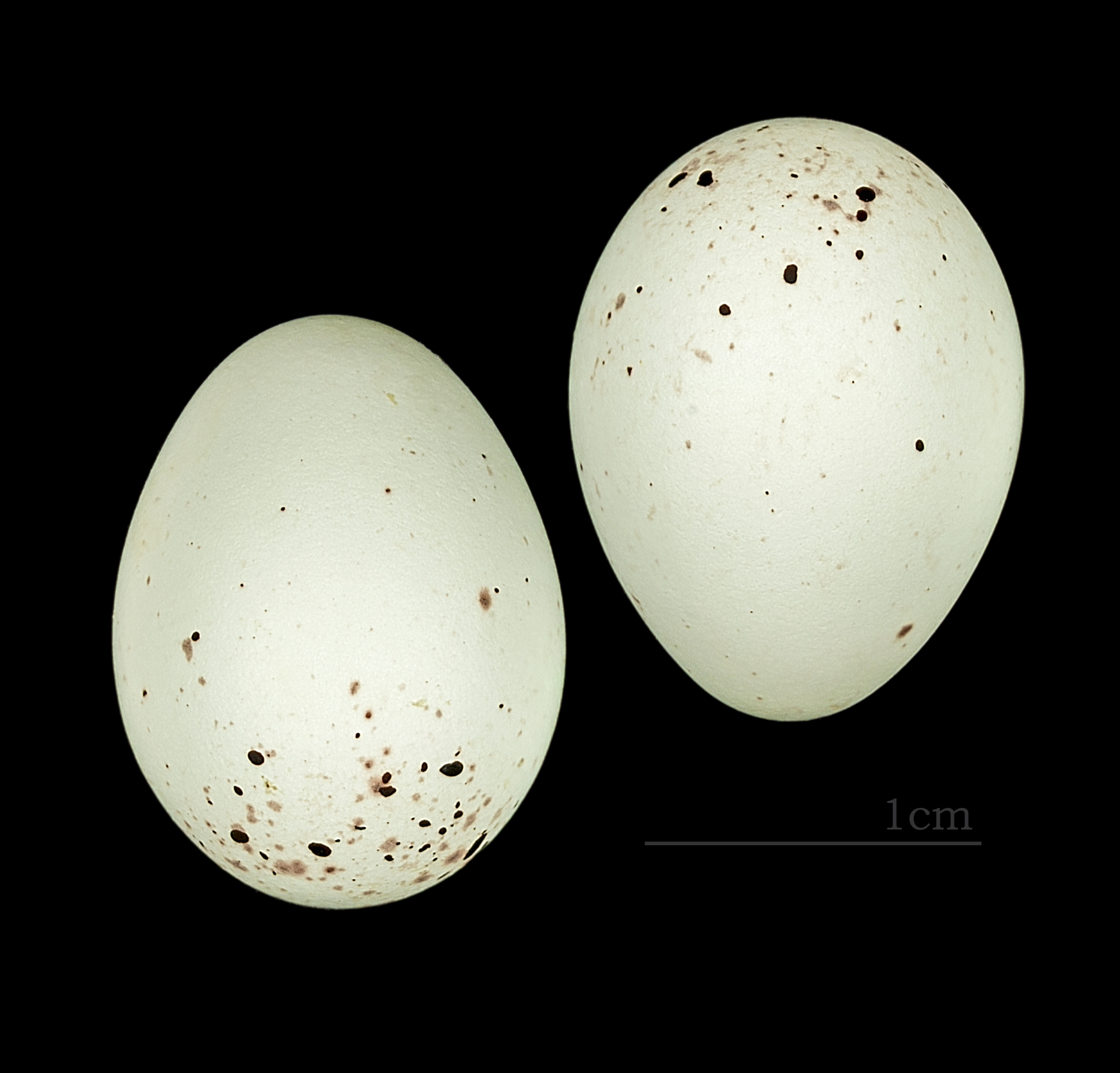
Uova al Museo di storia naturale di Tolosa.

Il nido viene costruito dalla sola femmina: esso, a forma di coppa, viene ubicato nel folto di un cespuglio o di un ramo d'albero e si compone di una parte esterna di erba e fibre vegetali e di una interna di pelo e piumino. Al suo interno, la femmina depone 2-5 uova, che provvede a covare da sola (col maschio che staziona di guardia nei pressi del nido e s'incarica di reperire il cibo per sé e per la compagna) per circa due settimane.

I nidiacei, ciechi ed implumi alla schiusa, vengono accuditi ed abbondantemente imbeccati da ambedue i genitori con semi verdi ed invertebrati rigurgitati: in tal modo, essi s'involano attorno alle due settimane dalla schiusa, pur allontanandosi definitivamente dal nido e disperdendosi non prima del mese e mezzo d'età. Durante il periodo che intercorre fra l'involo e la dispersione, i pulli continuano a chiedere (sebbene in maniera via via più sporadica) l'imbeccata ai genitori, che nella maggior parte dei casi stanno nel frattempo portando avanti una seconda o una terza nidiata.

## Distribuzione e habitat

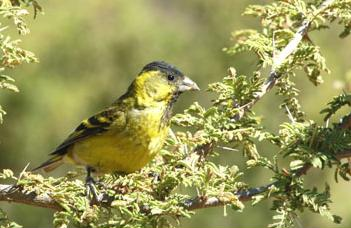
Maschio in Cile.

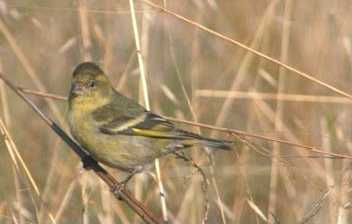
Femmina in Cile.

Il lucherino dai mustacchi occupa un areale piuttosto vasto che abbraccia gran parte del sud dell'America Meridionale, comprendendo gran parte del Cile (a sud della regione di Atacama) e dell'Argentina centro-meridionale (sud delle province di Mendoza e La Pampa), la Patagonia e la Terra del Fuoco, oltre alle Falkland.
L'habitat di questa specie è rappresentato dalle pinete o comunque dalle aree boscose a prevalenza di conifere: questi uccelli, tuttavia, colonizzando anche le radure erbose e cespugliose, le zone prative, i tussock, le piantagioni ed i pascoli, pur con presenza di zone alberate o comunque di alberi isolati.